# Иоанн Компсин

Апеннинский полуостров в начале VII века

Иоанн Компсин (Иоанн из Консии; лат. Iohannes Compsinus или Iohannes Consinus; казнён в 616 или 617, Неаполь) — руководитель восстания против византийского императора Ираклия I в 615/616—616/617 годах; установив власть над Неаполем, он провозгласил себя императором, но потерпел поражение от экзарха Равенны Элефтерия и был казнён.

## Биография
Иоанн Компсин известен из нескольких раннесредневековых исторических источников. Среди них: «История лангобардов» Павла Диакона, «Книга об архиепископах Равенны» Агнелла Равеннского и «Liber Pontificalis».
Судя по прозвищу, Иоанн родился в городе Компса (современный Конца-делла-Кампания). Скорее всего, он был одним из представителей местной знати. О ранних годах жизни Иоанна Компсина сведений не сохранилось. Возможно, он занимал в Неаполе какую-то высокую должность: чиновничью или военную — неизвестно.
Воспользовавшись трудностями, возникшими у византийского императора Ираклия I в войне с Сасанидским государством, Иоанн Компсин возглавил восстание в Неаполе. Он установил контроль над городом и провозгласил себя независимым от императора Византии властителем. Предыдущим известным из исторических источников правителем Неаполя был упоминавшийся в 603 году дукс Гудуин, резиденция которого находилась в этом городе. Вероятно, Иоанн Компсин также принял титул дукса (герцога) Неаполя или Кампании. Однако те формулировки, которые в его отношении использовали средневековые авторы (в «Liber Pontificalis» — «tyrannum», в сочинении Агнелла Равеннского — «intartus»), позволяют предполагать, что он даже провозгласил себя императором. Скорее всего, Иоанн Компсин намеревался утвердиться в Риме, отторгнув эту часть бывшей Римской империи от Византии. Если это мнение правильно, то Иоанн Компсин был первым итальянским узурпатором императорского титула после завоевания Апеннинского полуострова византийцами в середине VI века.
Одновременно с Неаполем восстали и другие города Апеннинского полуострова (в том числе, Равенна). Во время этих беспорядков взбунтовавшимися солдатами был убит экзарх Иоанн I Лемигий и многие византийские чиновники (лат. iudices rei publicae). Предполагается, что причиной поддержки восстания горожанами могли быть насильственные действия экзарха в отношении италийцев или значительное повышение собираемых с них налогов, а солдатами — задержка им жалования. Ф. Грегоровиус считал одной из основных причин мятежа сильную неприязнь италийцев к византийцам, отношения между которыми тогда «становились всё более и более обострёнными». Основной движущей силой восстания, вероятно, была местная италийская знать, недовольная установленными византийцами на Апеннинском полуострове порядками. Скорее всего, это антивизантийское выступление было хорошо подготовлено. Однако имел ли Иоанн Компсин какое-то влияние на события в Равенне, из-за краткости свидетельств средневековых источников установить невозможно. По мнению О. Р. Бородина, восстание середины 610-х годов — «первое выступление против господства Византии сепаратистски настроенной части итальянского господствующего класса». Предполагается также, что мятежники могли получить помощь от короля лангобардов Агилульфа, надеявшегося воспользоваться византийскими междоусобицами для расширения своих владений в Италии.
Так как бо́льшая часть византийской армии вела военные действия на восточных границах государства, только весной или осенью следующего года Ираклию I удалось отправить в Италию войско во главе с назначенным в прошлом году новым экзархом Элефтерием. Тот быстро, даже не прибегая к военной силе, подавил восстание в Равенне. Оттуда по Фламиниевой дороге экзарх с войском направился в Рим, где был торжественно принят папой Адеодатом I. Заручившись поддержкой наместника Святого Престола, Элефтерий двинулся к Неаполю. Узнав о приближении императорской армии, Иоанн Компсин со своими воинами вышел той навстречу, но в сражении на Аппиевой дороге потерпел поражение и был вынужден бежать обратно в Неаполь. Византийцы осадили хорошо укреплённый город и через некоторое время захватил его штурмом. По приказу Элефтерия Иоанн Компсин был обезглавлен как «узурпатор императорского титула». Казнены были также и многие его сторонники. Для укрепления верности находившихся на Апеннинском полуострове войск экзарх не только выплатил воинам всё недополученное теми довольствие, но и раздал им сверх того значительные денежные суммы. В «Liber Pontificalis» утверждается, что таким образом Элефтерий «восстановил мир» в итальянских владениях Византии.
Точная хронология возглавленного Иоанном Компсином восстания не установлена. В «Liber Pontificalis» сообщается, что оно произошло при занимавшем Святой Престол в 615—618 годах папе римском Адеодате I. На этом основании начало мятежа в Неаполе и Равенне датируют 615 или 616 годом, прибытие Элефтерия в Италию — 616 или 617 годом, а гибель Иоанна Компсина — 616 или 617.
Следующим после Иоанна Компсина светским правителем Неаполя был упоминавшийся между 625 и 638 годами военный магистр Анатолий.

## Комментарии
1. ↑  В «Истории лангобардов» Павла Диакона утверждается, что Иоанн Компсин «уже через несколько дней» после захвата Неаполя «был выбит из города патрицием Элефтерием и убит»[23].
2. ↑  В «Liber Pontificalis» папа римский Адеодат I назван Деусдедитом[15].